# Screaming Trees
Screaming Trees byla americká hudební skupina, založená v roce 1985 ve Ellensburgu ve státě Washington. Jejími původními členy členy byli zpěvák Mark Lanegan, kytarista Gary Lee Conner, baskytarista Van Conner a bubeník Mark Pickerel. Pickerel byl roku 1991 nahrazen Barrettem Martinem. Svou první desku nazvanou Clairvoyance kapela vydala v roce 1986 a jejím producentem byl Steve Fisk. V původní sestavě následně kapela vydala další čtyři desky, s novým bubeníkem pak další dvě. V roce 2000 byla činnost kapely ukončena. V letech 1998 až 1999 kapela pracovala na dalším studiovém albu, které následně vyšlo až v roce 2011. Roku 1990 kapela přispěla coververzí písně „What Goes On“ od skupiny The Velvet Underground na album Heaven & Hell: A Tribute to The Velvet Underground.

## Diskografie
Studiová alba
- Clairvoyance (1986)
- Even If and Especially When (1987)
- Invisible Lantern (1988)
- Buzz Factory (1989)
- Uncle Anesthesia (1991)
- Sweet Oblivion (1992)
- Dust (1996)
- Last Words: The Final Recordings (2011)